# Regeringen Stoltenberg I
Regeringen Stoltenberg I i Norge var en ren Arbeiderparti-regering, och en minoritetsregering. Den satt från 17 mars 2000 till 19 oktober 2001. Statsminister var Jens Stoltenberg och utrikesminister var Thorbjørn Jagland.